# El derecho de vivir en paz
El derecho de vivir en paz (tiếng Tây Ban Nha: Quyền sống trong hoà bình) là album của Víctor Jara phát hành vào năm 1971.

## Danh sách bài hát
Tất cả các bài hát đều được Víctor Jara sáng tác ngoại trừ một số bài được đánh dấu.
1. "El derecho de vivir en paz" [Quyền sống trong hòa bình] – 4:34
2. "Abre la ventana" [Hãy mở cửa sổ] – 3:55
3. "La partida" [Sự ra đi] – 3:26
4. "El niño yuntero" [Cậu bé thợ cày] (Miguel Hernández, Jara) – 3:44
5. "Vamos por ancho camino" [Hãy đi trên con đường rộng] (Jara, Celso Garrido Lecca) – 3:17
6. "A la molina no voy más" [Tôi sẽ không quay lại cái cối xay] (một bài hát Peru nổi tiếng) – 3:13
7. "A Cuba" [Tới Cuba] – 3:59
8. "Las casitas del barrio alto" [Khu thượng lưu] (Malvina Reynolds, Jara) – 2:30
9. "Con el alma llena de banderas" [Với tâm hồn tràn ngập biểu ngữ] – 4:00
10. "Ni chicha ni limoná" [Mơ hồ] – 3:23
11. "Plegaria a un labrador" [Lời nguyện cầu tới một người nông dân] – 3:16
12. "B.R.P." [Brigada Ramona Parra] (Jara, Víctor Rojas, Lecca) – 3:14

## Danh sách người tham gia
- Víctor Jara – giọng hát